# Miss France 1921
Miss France 1921 est la 2e élection de Miss France, à l’époque appelée « La plus belle femme de France ». S’ensuivra une interruption de 5 ans avant la reprise de l’élection en 1927.
Pauline Pô, Miss Corse 1920 remporte le titre et succède à Agnès Souret, « La plus belle femme de France 1920 ».

## Classement final
| Résultat final   | Candidate              | Région                |
| ---------------- | ---------------------- | --------------------- |
| Miss France 1921 | Pauline Pô             | Miss Corse            |
| 1re dauphine     | Denise Le Brase        | Miss Côte d'Émeraude  |
| 2e dauphine      |                        | Miss Paris            |
| 3e dauphine      |                        | Miss Limousin         |
| 4e dauphine      |                        | Miss Normandie        |
| Top 12           |                        | Miss Poitou Charentes |
| Top 12           | Miss Rhône-Alpes       |                       |
| Top 12           | Miss Alsace            |                       |
| Top 12           | Miss Guadeloupe        |                       |
| Top 12           | Miss Provence          |                       |
| Top 12           | Miss Auvergne          |                       |
| Top 12           | Miss Champagne Ardenne |                       |